# Killing Time (Infected Mushroom)
Killing Time è un singolo degli Infected Mushroom pubblicato nel 2010 da HOMmega Productions, estratto dall'album Legend of the Black Shawarma.

## Tracce
1. Killing Time (Paul Oakenfold Remix) – 7:43
2. Killing Time (Astrix Remix) – 6:48
3. Killing Time (John'00'Fleming Remix) – 8:02
4. Killing Time (Infected Trance Remix) – 6:40
5. Killing Time (Astrix Dub Remix) – 6:48
6. Killing Time (Album Mix) – 3:09